# Aleksandr Stolper
Aleksandr Borisowicz Stolper (ros. Алекса́ндр Бори́сович Сто́лпер, ur. 12 sierpnia 1907, zm. 11 stycznia 1979 w Moskwie) – radziecki reżyser i scenarzysta filmowy.
Od 1923 do 1925 uczył się pod kierunkiem Lwa Kuleszowa, a 1925–1927 na wydziale aktorskim warsztatu Proletkultu, po czym został scenarzystą i reżyserem studia Sojuzkino w Moskwie. W 1938 ukończył studia na Wydziale Reżyserskim WGIK-u; w 1964 został wykładowcą tej uczelni. Był autorem wielu scenariuszy filmowych.
Pochowany na cmentarzu Wwiedieńskim w Moskwie.

## Wybrana filmografia

### Reżyseria
- 1934: Cztery wizyty Samuela Wulfa (Четыре визита Самюэля Вульфа)[1]
- 1940: Prawo życia (Закон жизни)[1]
- 1942: Chłopiec z naszego miasta (Парень из нашего города)[1]
- 1943: Czekaj na mnie (Жди меня)[1]
- 1944: Dni i noce (Дни и ночи[1]
- 1947: Błyskawica (Наше сердце)[1]
- 1948: Opowieść o prawdziwym człowieku (Повесть о настоящем человеке)[1]
- 1950: Daleko od Moskwy (Далеко от Москвы)[1]
- 1955: Zdradliwa przełęcz (Дорога)[1]
- 1957: Pamiętna wiosna (Неповторимая весна)[1]
- 1958: Trudne szczęście (Трудное счастье)[1]
- 1964: Żywi i martwi (Живые и мёртвые)[1]
- 1967: Nikt nie rodzi się żołnierzem (Возмездие)[1]
- 1972: Czwarty (Четвёртый)[1]

### Scenariusz
- 1931: Powrót do życia (Путёвка в жизнь)[1]
- 1943: Nieuchwytny Jan (Неуловимый Ян)[1]

## Odznaczenia i nagrody
- Order Czerwonego Sztandaru Pracy (dwukrotnie)
- Order Znak Honoru (1944)
- Ludowy Artysta ZSRR (1977)
- Ludowy Artysta RFSRR (1969)
- Zasłużony Działacz Sztuk RFSRR
- Nagroda Stalinowska I stopnia (1951)
- Nagroda Stalinowska II stopnia (1949)[2]
- Nagroda Państwowa RFSRR